# Promachus genitalis
Promachus genitalis là một loài ruồi trong họ Asilidae. Promachus genitalis được Joseph & Parui miêu tả năm 1997. Loài này phân bố ở miền Ấn Độ - Mã Lai.